# Fotografía surrealista

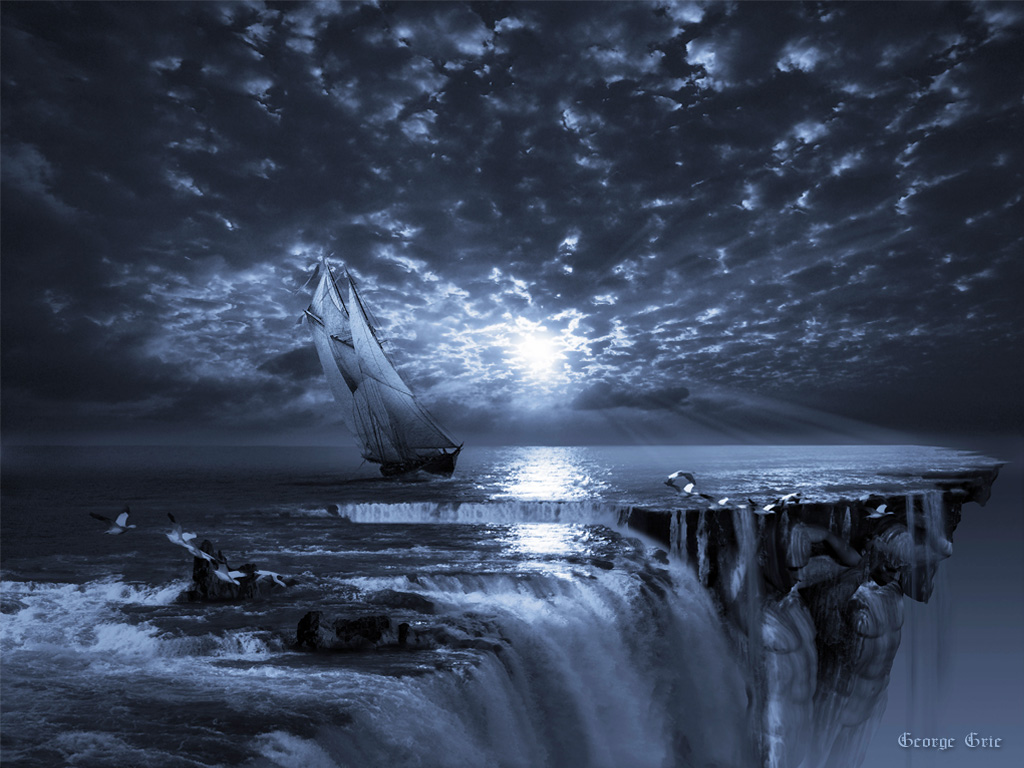
Fotografía surrealista, por George Grie.

La fotografía surrealista es una tendencia artística dentro del ámbito de la fotografía cuyo objetivo es captar y expresar, por medio de la imagen, la esencia e inquietudes del ser humano[cita requerida] a través de técnicas y temáticas fotográficas que apelan al mundo del inconsciente, de lo irracional y de lo onírico. Esta tendencia fotográfica nace a partir del movimiento vanguardista conocido como surrealismo y supuso una renovación en el ámbito del arte pictórico y audiovisual. 
La fotografía surrealista tratará de expresar, por medio de la imagen, lo que esconde el mundo del inconsciente y el mundo onírico que, para los surrealistas, esconden las inquietudes más profundas del ser humano; además de abrir las puertas hacia lo irracional y la casualidad, elemento que influye mucho a la hora de fotografiar una realidad.
La fotografía, desde su separación de la representación formal propia de la burguesía, en la que el movimiento surrealista y el movimiento revolucionario que llevaron a cabo sus adeptos, liderados por Bretón, hicieron una labor importante; se separa de los planteamientos estéticos tradicionales y adquiere nuevas y grandes posibilidades de creación y experimentación gracias a la capacidad que adquiere el artista de aprovechar y saber jugar con el papel que juegan el tiempo y del azar en el momento en que se capta una imagen y a la capacidad del ser humano de experimentar una sensación de realidad pese a ser una ficción, lo que provoca una percepción errónea en nuestra mente con la que se llega al inconsciente.
En la fotografía surrealista se pueden diferenciar dos vertientes:
El surrealismo técnico, basado en la manipulación de fotografías, que considera esta manipulación como una ruptura con las reglas de la realidad y como un instrumento liberador de la invención y la creatividad, que ayudan al inconsciente a aflorar por medio de los sentidos.
El surrealismo encontrado, reacio a la manipulación de fotografías, que concibe la imagen como un instrumento documental que transmite los “objetos encontrados” por el artista.

## Breve introducción al surrealismo

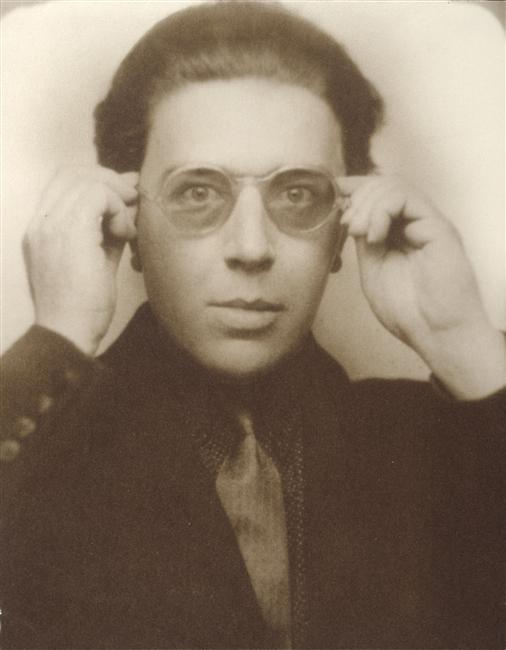
André Breton en 1924, fecha de publicación de Manifiesto Surrealista.

El surrealismo nace en Francia a partir del dadaísmo, durante la década de 1920, en torno a la personalidad de André Breton, considerado como fundador y principal exponente del movimiento. El surrealismo está muy influenciado por las teorías de Sigmund Freud y Alfred Harry y por artistas y pensadores tales como Heráclito, el Marqués de Sade o El Bosco y pretende sobrepasar lo real impulsando lo irracional y onírico mediante la expresión automática del pensamiento o del subconsciente. El movimiento, tal y como fue definido por el propio Breton en el año 1924 en su primer Manifiesto Surrealista:

Surrealismo: "sustantivo, masculino. Automatismo psíquico puro, por cuyo medio se intenta expresar, verbalmente, por escrito o de cualquier otro modo, el funcionamiento real del pensamiento. Es un dictado del pensamiento, sin la intervención reguladora de la razón, ajeno a toda preocupación estética o moral".
Filosofía: "El surrealismo se basa en la creencia de una realidad superior de ciertas formas de asociación desdeñadas hasta la aparición del mismo, y en el libre ejercicio del pensamiento. Tiende a destruir definitivamente todos los restantes mecanismos psíquicos, y a sustituirlos por la resolución de los principales problemas de la vida".
André Breton,
Manifiesto Surrealista (1924)

Después, en 1928, Breton expone la filosofía surrealista a través de su ensayo El Surrealismo y la pintura:

"el inconsciente es la región del intelecto donde el ser humano no objetiva la realidad, sino que forma un todo con ella. El arte, en esa esfera, no es representación sino comunicación vital directa del individuo con el todo. Esa conexión se expresa de forma privilegiada en las casualidades significativas (azar objetivo), en las que el deseo del individuo y el devenir ajeno a él convergen imprevisiblemente, y en el sueño, donde los elementos más dispares se revelan unidos por relaciones secretas. El surrealismo propone trasladar esas imágenes al mundo del arte por medio de una asociación mental libre, sin la intromisión censora de la conciencia. De ahí que elija como método el automatismo, recogiendo en buena medida el testigo de las prácticas mediúmnicas espiritistas, aunque cambiando radicalmente su interpretación: lo que habla a través del médium no son los espíritus, sino el inconsciente".
André Breton, El Surrealismo y la pintura (1928)

A partir de estas definiciones, se puede definir el surrealismo como el automatismo psíquico puro, la expresión automática del subconsciente y las pasiones del ser humano.

## Historia y antecedentes

### La fotografía durante la época de las vanguardias
A lo largo del siglo XIX, la fotografía tenía una misión puramente documental, con el objetivo de retratar la sociedad y la realidad de la mejor manera posible. Este objetivo llevaba a fotografiar paisajes y realidades cotidianas desde distintas perspectivas y técnicas, lo que llevó al poco tiempo a comparar la fotografía con la pintura. De esta comparación nació, a principios del siglo XX con los movimientos pictorialista y vanguardista, la voluntad de equiparar la fotografía con la pintura, tendencia que se mantendrá hasta pasada la Primera Guerra Mundial, a partir de la que la fotografía se empezará a considerar como elemento del lenguaje plástico y empezarán a crearse nuevas técnicas y planteamientos alrededor de la fotografía y de las distintas artes fruto de la necesidad que sentían los artistas de la época de romper con las tendencias de representación artística de la época.
La fotografía vanguardista dio grandes pasos hacia la modernidad gracias a las vanguardias y a figuras como Stialglitz o Steichen, ambos alemanes, que impulsaron el cambio de la fotografía decimonónica a la fotografía libre y directa. 
También jugaron un gran papel los futuristas italianos que, antes de la Gran Guerra, comenzaron a emplear la fotografía en su vertiente vanguardista. Los fotógrafos más representativos de fotografía futuristas fueron los hermanos Bragaglia. En el futurismo fotográfico se utilizaron técnicas como la doble exposición o la distorsión de lentes y de la óptica. Se experimentó también con la llamada cronofotografía, gracias al revólver astronómico de Janssen.
Antes de la Primera Guerra Mundial surge la vertiente vorticista y las fotografías de artistas como Man Ray, Schad (schadografías) o Moholy-Nagy y sus fotogramas, que son lo que Talbot denominó en 1839 como “photogenic drawins”, esto es una imagen negativa obtenida por la impresión directa de objetos colocados encima de la superficie fotosensible sin el intermedio de la cámara. 
Paralelamente aparece también el modelo soviético, el constructivismo, que recurre con gran frecuencia al fotomontaje. Este movimiento tuvo gran acogida también en Alemania. 
A este uso del fotomontaje se opone la “Nueva Objetividad”, que pretende representar únicamente lo que ofrece la vista y cuyo principal representante es Albert Renger-Patzch.
Casi simultáneamente surge el grupo californiano f/64, que busca la precisión y la nitidez en la fotografía, promoviendo lo que será la fotografía pura.
La fotografía tendrá un papel más influyente en el movimiento surrealista, en el que ayuda a consolidar el ideario surrealista gracias a su forma de ver y representar el mundo.

### La fotografía dentro del movimiento surrealista
Cronológicamente, la primera fotografía surrealista se situaría en una fecha posterior a 1924, año de publicación del “Primer Manifiesto Surrealista”, fecha que marca el inicio del movimiento. Sin embargo, existen fotografías del siglo XIX con elementos relacionados con la estética del movimiento, como los calotipos de Alois Loecher o la obra de Eugène Atget, que inspiró a surrealistas como Bill Brandt o Clarence Laughlin. La fascinación de los surrealistas por la obra de Atget resulta paradójica puesto que su intención fue registrar fragmentos de la realidad sin ningún tipo de interpretación ni distorsión, sin embargo, para los surrealistas la fotografía de Atget transmitía sensaciones más allá de la intención informativa del autor. También tuvieron influencia de las fuentes populares como las postales, las cuales coleccionaban artistas como Dalí y Eluard, y que los artistas incorporaron en el movimiento al imprimir, en 1937, una serie llamada “Le carte surrealiste”, donde se incluían postales de Dora Maar, Max Ernst, Marcel Duchamp, Joan Miró, Man Ray, etc. 
El apogeo de las tendencias surrealistas en la fotografía vino de la mano del apogeo del mismo movimiento surrealista. El hecho que marcó el inicio de este auge fue la Exposición Internacional del Surrealismo, que tuvo lugar en París en 1938, en la que participaron artistas como Salvador Dalí, Marcel Duchamp, Jean Arp, Max Ernst, Man Ray, André Masson, Óscar Domínguez y Meret Oppenheim.
Tras la Segunda Guerra Mundial y el exilio de muchos surrealistas a Estados Unidos, el movimiento surrealista y sus miembros se dispersan, por lo que se produce una gran depresión del surrealismo fotográfico debido a la propia decadencia del movimiento, que ya no encontraba cabida entre los fotógrafos de la época. Sin embargo, los surrealistas sabrán sembrar el germen que influirá en los futuros movimientos americanos de posguerra (expresionismo abstracto y Arte Pop).
En los años de posguerra, el surrealismo fotográfico se adaptó al mundo publicitario en los “mass media”, hecho que provocó una “deformación” de la idea original de surrealismo. Destaca la figura de Cecil Beaton, fotógrafo de moda que fue apodado como “surrealista kitsch”.

### Fotografía surrealista contemporánea
El surrealismo fotográfico ha ido perviviendo con mayor o menor cabida desde sus inicios a principios del siglo XX hasta la actualidad. A día de hoy hay numerosos artistas que plasman el ideario surrealista en sus fotografías y que siguen innovando en las técnicas para conseguir este tipo de fotografías.
Fotógrafos como Les Krims, Eugene Meatyard, Jerry Uelsmann y Michael Bissop, intentan expresar significados íntimos como opuestos al hecho documental; y artistas como Rick Schaeffer, que utiliza el mundo brillante de Las Vegas para exponer las incongruencias del mundo “real” o Deborah Turbeville, que crea sus fotografías a partir de atmósferas caprichosas y figuras dentro de lugares misteriosos, lo que crea una sensación de misterio y sugestión y capta la desolación psicológica del mundo moderno.

## La fotografía en los textos surrealistas
Hacia 1930, el uso de la imagen documental para la ilustración de periódicos y revistas aumenta y pronto empieza a considerarse como una extensión de las distintas artes. Autores como Marc Orlan, llegarían a decir que la fotografía inspira y complementa el trabajo de los escritores. En esta época, la mayoría de los fotógrafos surrealistas eran también escritores o trabajaban junto a ellos, por lo que, durante los años de las vanguardias, la fotografía estuvo presente en numerosos textos surrealistas con el objetivo de definir e ilustrar lo que era el surrealismo y de fomentar el espíritu experimental propio del movimiento.
La fotografía tuvo cabida en revistas surrealistas tales como “La revolution surrealiste” (1924-1929), “Le surrealisme au service de la révolution” (1930-1933) y “Minotaure” (1933-1939), y en libros como “Nadja”, “Les vases comunicantes” y “L’amour fou” de André Breton.
André Breton empleará las imágenes fotográficas para ilustrar sus obras con la intención de transmitir sus sentimientos y los de los propios surrealistas hacia los objetos que se representaban en sus fotografías.
Man Ray, principal exponente de la fotografía surrealista y dadaísta, defendería que la fotografía burguesa y profesional no es artística para luego defender la idea de que la fotografía sirve como medio de expresión personal y la cámara como herramienta indispensable para crear fines creativos.
Ubac defendía a su vez que la fotografía es un útil de exploración técnica y sensorial, lo que plasma sus las solarizaciones y disoluciones de la imagen en fluidos, etc. 
Dalí publica en 1927 su artículo “Fotografía, pura creación del espíritu”, dentro del cual hace un elogio a su objetividad, rapidez, y a la capacidad de la fotografía de modificar los objetos con un simple cambio de escala puesto que “provoca insólitos parecidos, analogías inimaginables y, no obstante, existentes”.

## Temática

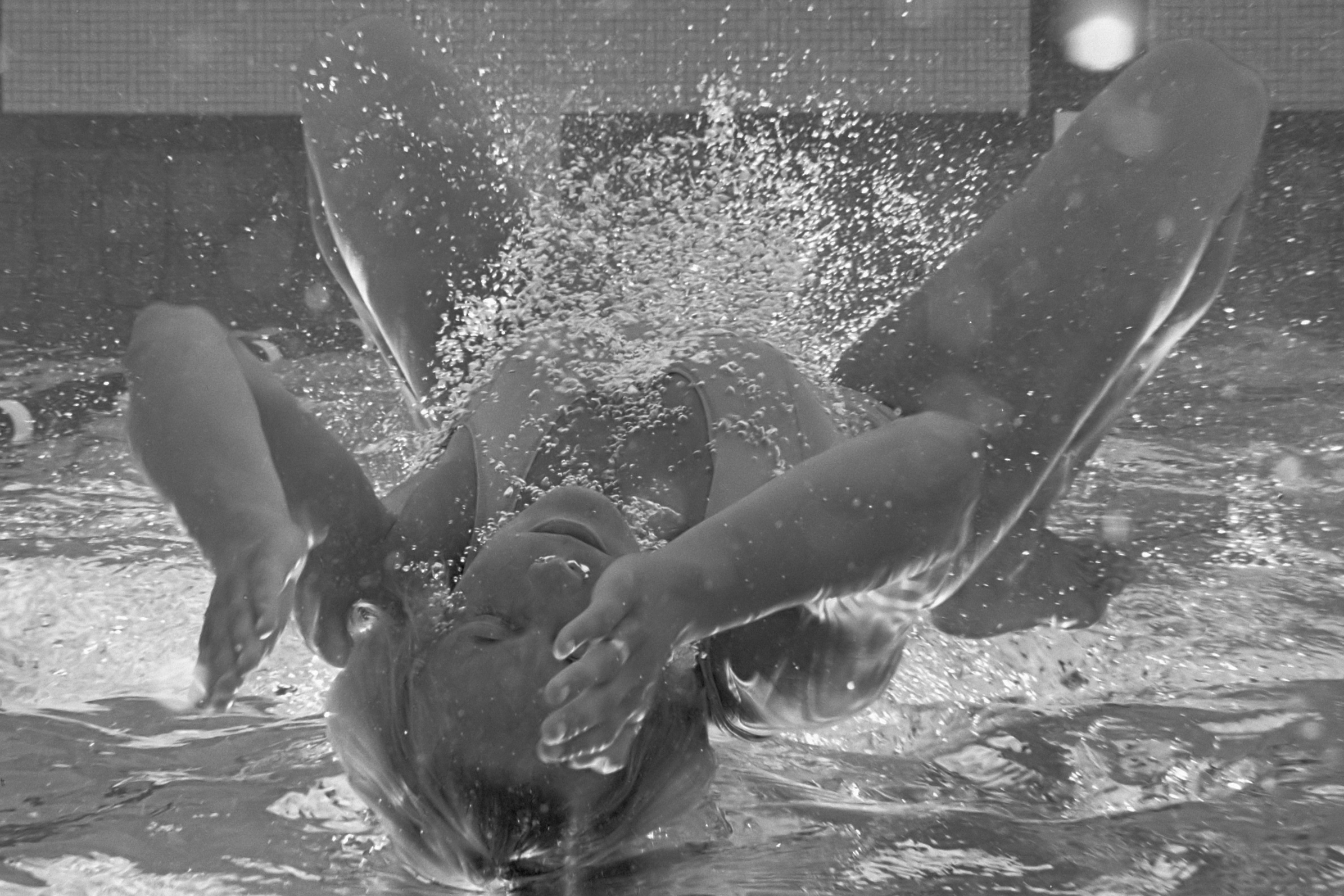
Mujer en una postura surrealista. En esta imagen vemos la importancia del momento y del azar a la hora de tomar una fotografía. También se puede apreciar el tema del cuerpo femenino en este tipo de fotografía.

La fotografía surrealista tendrá presentes los temas surrealistas por excelencia: La psicología, la filosofía, la antropología, la etnografía y la sociología. Todos escondidos bajo la realidad retratada. Por todas las posibilidades que ofrece la fotografía, los surrealistas no solo la utilizarán con carácter artístico, sino que la convertirán en un medio divulgativo que servirá tanto para ilustrar su ideario a través de sus libros o revistas como para retratar todo tipo de cultura.
Uno de los temas más importantes que cabe diferenciar es el automatismo fotográfico. De acuerdo con el principio básico de automatismo propio del movimiento, consiste en captar con la cámara elementos al azar, con lo que la fotografía establece un vínculo con la escritura automática. Este automatismo se ejerció de dos formas:
- Gráficamente, improvisando dibujos, formas y colores sin ninguna voluntad consciente y fotografiando los materiales caídos al azar sobre una superficie, este tipo de fotografía se acerca mucho a la abstracción y tiene como referentes a pintores surrealistas como Joan Miró o André Masson.

- Mediante la imaginación y la asociación libre de imágenes, ya sea recordando las imágenes de un sueño o proyectando la imaginación y potenciando las alucinaciones sobre manchas en cualquier superficie o paisaje.

También era frecuente el tema de los objetos cotidianos, a menudo presentados de forma descontextualizada. El objetivo es romper con la asociación normal del ser humano sobre la naturaleza de este objeto, con lo que ese objeto alcanza otra dimensión e introduce enigmas que dependen de la interrelación entre estos objetos y las asociaciones que estos despiertan hacia quién los observa en el conjunto de la imagen. El mejor ejemplo y gran representante de esta técnica es René Magritte. 
Encontramos también objetos que son surrealistas por sí mismos, fabricados con el único propósito de fotografiarlos.
Otro tema utilizado en este tipo de fotografía es la búsqueda de una mitología contemporánea, donde, en lugar de dioses, se personifican los dilemas, temores y frustraciones del ser humano. Se retrata a personas como símbolos de los estados de la mente.
En la fotografía surrealista abundan los cuerpos y, dentro de esta temática de los cuerpos se diferencian tres distintas variantes:
- La representación de cuerpos distorsionados, ya sean femeninos o masculinos, donde destacan personajes como Herbert Bayer, Nathan Lerner, André Kertesz y Bill Brandt. Encontramos también la distorsión de partes del cuerpo, como los dedos y pies gigantes de Boiffard, que no se sabe a quién pertenecen y adquieren una autonomía propia; esta deformidad de los cuerpos lleva a menudo hacia una perspectiva onírica y monstruosa.

- Cuerpos unidos a su imagen especular, con el objetivo de crear un efecto de extrañeza y de enfrentar la imagen reflejada con la real. En esta variante destacan las distorsiones de Kertesz a través del uso del espejo.

- Son muy frecuentes los retratos de la figura del cuerpo femenino, que se emplean como objeto surrealista de un modo parecido a la pintura. Los surrealistas reinventan el cuerpo femenino, inmovilizándolo como maniquí y sometiéndolo a un proceso de fetichización como síntoma y reflejo no solo de su placer, si no de sus propios miedos. Un ejemplo de este tipo de retratos son las fotografías de Bellmer, que utiliza la imagen de niña-mujer como seductora erótica, haciéndose valer de un maniquí en figuras imposibles que rozan el fetichismo y lo inconsciente.[1]

## Técnicas
El fotógrafo empleará diferentes técnicas con las que pretende expresar de la mejor forma posible una idea subconsciente, irracional u onírica y crear un determinado efecto para cada espectador que visualice una imagen. Existen numerosas técnicas para crear fotografías surrealistas:

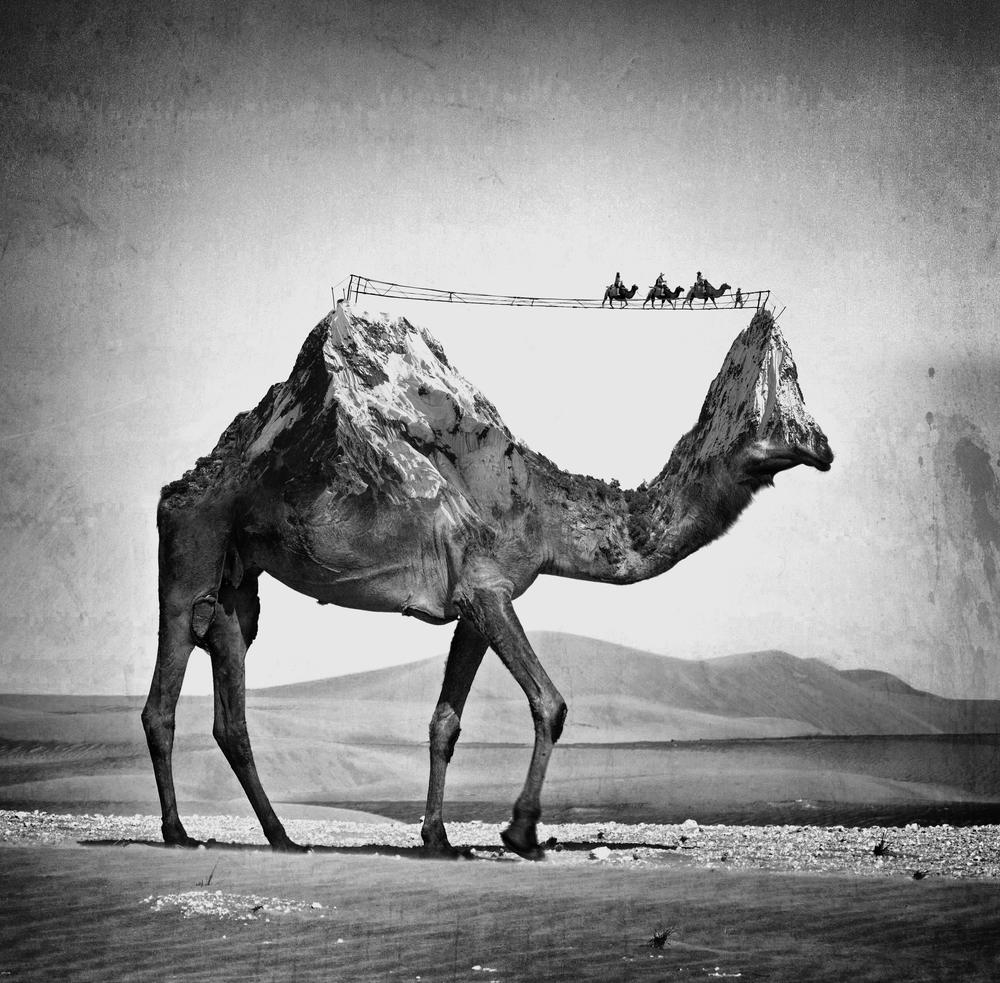
Camel Mountains. Artista: Sarahderemer.

- Camel Mountains. Artista: Sarahderemer. Pintar, unir o superponer los negativos: Esta es la técnica más antigua de edición visual y fotográfica, empleada además en las primeras películas de cine de la historia.

- Duplicar o triplicar la exposición: Consiste en fusionar varias imágenes en una sola, a través de la superposición de unas sobre otras.

- Solarización: Fenómeno fotográfico en el que la imagen sobre un material sensible a la luz invierte su tono de un modo total o parcial. Este proceso puede efectuarse sobre un negativo o una copia fotográfica. Tras esta inversión las zonas oscuras aparecen como zonas de luz y viceversa, apareciendo un borde definido entre las zonas contrastadas.[7]

- Rayografía: Impresión fotográfica que no requiere del uso de la cámara, sino que se consigue colocando objetos directamente sobre el papel fotosensible y exponiéndolo a la luz. El principal propulsor de esta técnica fue Man Ray con sus rayogramas.

- Brûlage: Creada por Raoul Ubac y Dacid Hare, que consiste en quemar el negativo con una llama de alcohol etílico, técnica en la que juega un papel esencial el elemento del azar ya que el artista solo controla el resultado de manera parcial.

- Fotomontaje y collage: consiste en la yuxtaposición de objetos que no tienen relación entre sí o en la yuxtaposición de imágenes para crear nuevos tiempos, espacios y sensaciones. Esta técnica fue muy empleada por artistas surrealistas como Salvador Dalí, Paul Eluard o André Breton.

- Transmutación: Convierte la fotografía en el punto de partida de las mutaciones y transmutaciones de los objetos, utilizando imágenes sin trastocar con las que pretende encontrar, sin necesidad de intervención, las figuras ocultas que yacen en cada imagen mental. Su máximo representante fue Brassaï, quien hizo también series de fotografías de grafitis de las calles de París que, según el autor, llevaban al espectador a la meditación y a convertir estas fotografías en imágenes de su propia imaginación a través de las vías sugestivas que se despiertan en la imaginación durante la contemplación.

- Perspectiva forzada: Ilusión óptica que se consigue a través de la combinación de diferentes tamaños y planos en una imagen. Es la perspectiva utilizada a la hora de tomar la fotografía la que logra esta ilusión óptica. Ejemplos de este tipo de fotografía son las imágenes que los turistas se toman simulando que están apoyados en un monumento.

- Lightpainting: Como su propio nombre indica, esta técnica consiste en pintar con la luz. Esta técnica requiere una exposición larga en la que el artista dibujará la imagen que desea apuntando con un punto de luz cualquiera a la cámara. Es una técnica complicada, que requiere práctica y estar familiarizado con la fotografía y el uso de la cámara. También se puede conseguir un efecto surrealista mediante la adición de luces estáticas hacia el objeto que se quiere fotografiar de forma estratégica para causar confusión y crear un espacio que parezca irreal y enigmático.Fotografía hecha mediante lightpainting.

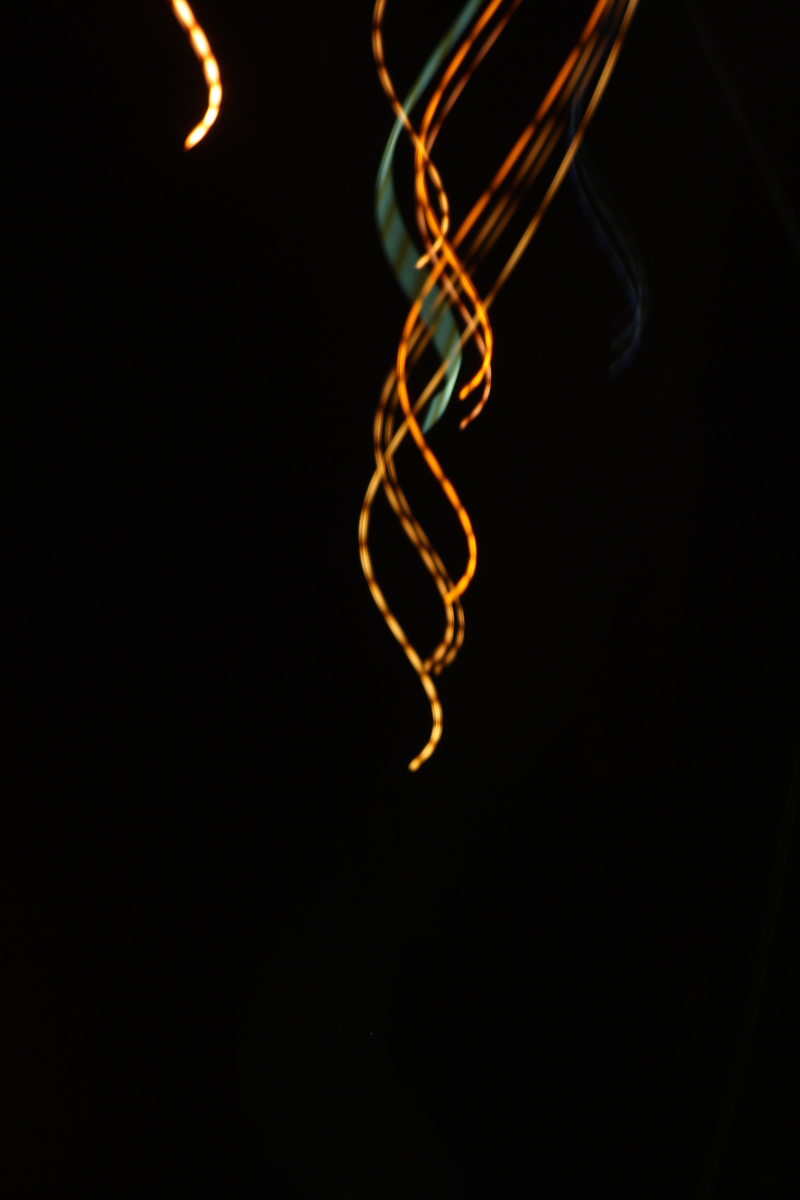
Fotografía hecha mediante lightpainting.

- Desenfoque de movimiento o Motion Blur: Se trata de conseguir sensación de movimiento ya sea jugando con la profundidad de campo o con la velocidad de obturación. Un ejemplo de motion blur sería dejar la cámara fija con un tiempo de exposición alto a la vez que una persona pasa por delante de la cámara, con lo que se obtendría como resultado una figura desenfocada y fantasmagórica.

- Objeto encontrado (Ready-made): Consiste en dar una dimensión artística a un objeto común o cotidiano que normalmente no se considera artístico. Por ejemplo, Michael Duchamp expuso un inodoro en el Museo de Nueva York como parte de su obra en 1960. Puede ser un objeto cotidiano modificado pero reconocible, suele estar descontextualizado para darle sensación de irrealidad y sorpresa.

- Luces y sombras: Consiste en aprovechar los recursos que ofrece el juego entre luces y sombras, que son capaces de crear un determinado efecto en el subconsciente del ser humano: misterio, dramatismo, magia, temor, etc.

- Niebla y paisajes irreales y oníricos: El fotógrafo trata de aprovechar las condiciones climatológicas y jugar con el balance de blancos para lograr paisajes enigmáticos, con el objetivo de crear un efecto en nuestro subconsciente, evocar un sentimiento y reivindicar el papel de la casualidad y el tiempo en la fotografía.

- Simbología: Dado que el ser humano asocia y comparte diferentes símbolos en la mente, el fotógrafo emplea un determinado objeto o paisaje para transmitir un mensaje concreto al subconsciente del espectador.

- Levitación: Consiste en dar a un objeto o persona la capacidad de levitar o volar en la fotografía. Se puede hacer sacando la foto en el momento en el que se tira un objeto al aire o una persona salta (jumping style, técnica creada por Philippe Halsman); o mediante la edición fotográfica, situando al objeto o persona encima de alguna superficie que lo sostenga y después eliminar ese objeto de forma que parezca que el sujeto ha estado todo el tiempo levitando.

- Filtros: Todo aquello que permita transformar la realidad consciente en una realidad inconsciente es práctico en la fotografía surrealista, por tanto, la aplicación de filtros o efectos especiales también puede proporcionar efectos surrealistas y sensaciones de irrealidad.

## Artistas destacados

### Dentro del movimiento surrealista
| Artista                | Descripción | Imagen |
| ---------------------- | --- | ------ |
| Marcel Duchamp         | Artista y ajedrecista del surrealismo francés, fue el principal impulsor y creador de la técnica que él mismo llamó en 1915 como ready-made u objeto encontrado, además, tuvo una fuerte influencia en el movimiento dadaísta. Exalta el valor de lo coyuntural, lo fugaz y lo contemporáneo. |        |
| Christian Schad        | Pintor alemán que experimentó en el campo de la fotografía colocando objetos sobre una superficie fotosensible y exponiéndolos directamente a la luz, dando lugar a sus fotogramas conocidos como "schadografías". Tuvo relación con el movimiento alemán de la Nueva objetividad. Su obra está influida por el efecto de la Primera Guerra Mundial y el nazismo, dándole un tono duro y frío.                                                            |        |
| László Moholy-Nagy     | Fotógrafo y pintor húngaro, considerado uno de los mejores fotógrafos de los años 20. Exploró al máximo la fotografía junto a su mujer Lucía Moholy, y realizó fotogramas muy interesantes. Publicó varios trabajos sobre fotografía en los que establece una relación entre la pintura y la fotografía. |        |
| Philippe Halsman       | Fotógrafo letón estadounidense, conocido por sus retratos surrealistas de personajes célebres de la época. Dio origen al "jumping style". Sus fotografías mostraban situaciones divertidas e incluso provocadoras. |        |
| Salvador Dalí          | Artista español considerado uno de los máximos representantes del surrealismo, trabajó en la mayoría de campos dentro del arte (pintura, escultura, fotografía, cine...). Colaboró con numerosos artistas audiovisuales. |        |
| Bill Brandt            | Fotógrafo británico conocido por sus imágenes en blanco y negro sobre los contrastes sociales en la sociedad británica y sus fotos distorsionadas de desnudos y paisajes. También realizó fotografías como periodista gráfico. |        |
| Clarence John Laughlin | Fotógrafo americano principalmente conocido por sus fotografías surrealistas del sur de Estados Unidos. Fue autodidacta y comenzó como fotógrafo de arquitectura de forma independiente, después trabajó para varias agencias y para el gobierno, teniendo problemas con ambos, después de esto trabajó casi exclusivamente en proyectos personales, desde abstracciones geométricas a alegorías muy elaboradas empleando trajes, modelos y escenografía. |        |
| Dora Maar              | Artista plástica, escultora, pintora y fotógrafa francesa. Experimentó con los objetos desproporcionados como un recurso que desestabilizaba nuestra realidad. Trabajó los tiempos de exposiciones altos. Tuvo gran amistad con surrealistas como Brassaï, Breton y Éluard. Fotografió el proceso de composición del Guernica. |        |
| Man Ray                | Artista estadounidense que pasa la mayor parte de su carrera en París. Fue un reconocido fotógrafo de retratos y de fotografía avant-garde. Su arte se caracteriza por ser irracional, incongruente y provocador. Realiza su serie de solarizaciones en los años 30, a la vez que publica volúmenes sobre fotografía y rayogramas. También realiza películas de vanguardia.                                                                               |        |